# Folies Bergère

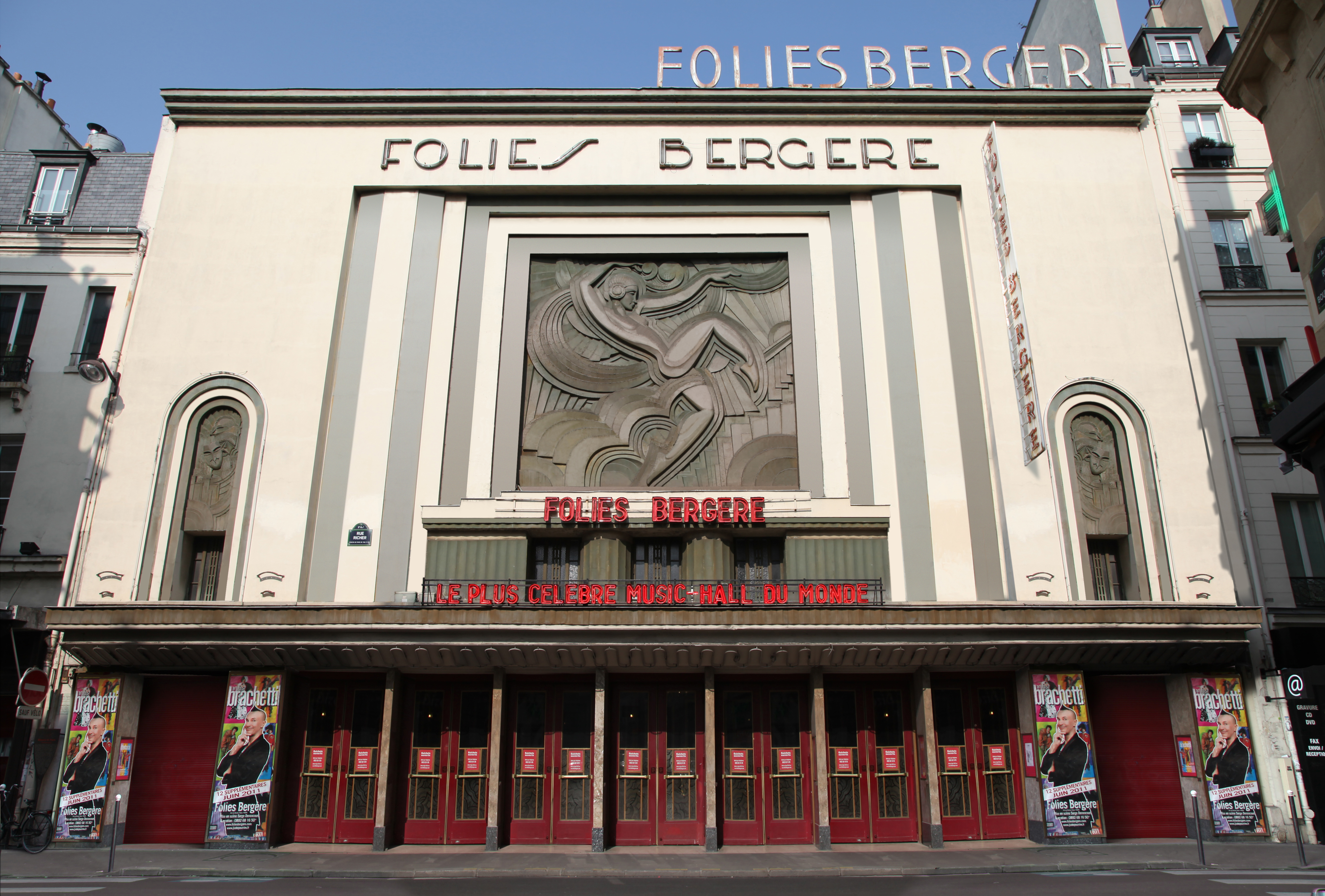
Folies Bergère, Haupteingang

Les Folies Bergère (Aussprache [fɔ.li bɛʁ.ʒɛʁ]) ist ein Konzertsaal, Varietétheater und Kabarett in der Rue Richer Nr. 32 im 9. Arrondissement in Paris. Zwischen 1890 und Mitte der 1930er Jahre hatte es seine größte Popularität. Heute beherbergt das Haus vor allem Musicals. Das Gebäude wurde vom Architekten Plumeret im Stil eines Opernhauses erbaut. Die Fassade wurde 1929 von Pico im Stil des Art déco erneuert.

## Geschichte
Am 2. Mai 1869 eröffnete das Etablissement (Operetten, Komische Oper, Populäre Lieder) unter dem Namen „Folies Trévise“ (es liegt an der Straßenecke zur Rue de Trévise). Die Fachwelt schrieb begeistert:

« Samedi dernier, le théâtre-café des Folies-Bergère, rue Bergère, a donné sa soirée d'inauguration. La salle est vaste – elle jauge 1,200 places – aérée, aussi élégante que possible, mais sa sonorité a paru défectueuse. Les dégagements sont nombreux et commodes. La scène est machinée. Le tout revient à 350,000 francs; les frais se montent à près de 1,000 fr. par jour. Le spectacle d'ouverture se composait de deux opérettes, dont l'une, le Docteur Purgandi, due à la collaboration de M. Dufresne, pour le livret, et de M. Robillard, chef d'orchestre, pour la partition, est très-réussie et prestement enlevée par de véritables artistes; d'un ballet, où l'on a revu avec plaisir l'excellent mime Paul Legrand; de chansonnettes, spirituellement dites par M. Luce, Mmes Noble, Massue, etc., et des débuts des très-remarquables mandolinistes milanais, M. et Mme Armanini, une attraction réelle. L'orchestre est bon; M. Robillard, musicien qui a fait ses preuves, le dirige fort bien. Il y a là bien des éléments de succès pour les nouvelles Folies-Bergère; la route leur est donc toute tracée. »

„Letzten Samstag veranstaltete das Theater-Café Folies-Bergère in der Rue Bergère seinen Eröffnungsabend. Der Saal ist riesig – er fasst 1.200 Sitzplätze – luftig, so elegant wie möglich, aber der Klang erschien mangelhaft. Die Gänge sind zahlreich und bequem. Das Lokal verfügt über eine Bühnenmaschinerie. Die Gesamtinvestitionen belaufen sich auf  350.000 Fr.; die täglichen Betriebskosten betragen knapp 1.000 Fr. Die Eröffnungsvorstellung bestand aus zwei Operetten, von denen eine, „Docteur Purgandi“, dank der Zusammenarbeit von Herrn Dufresne (Libretto) und Herrn Robillard (Partitur und musikalische Leitung), von echten Künstlern sehr erfolgreich und virtuos aufgeführt wurde. Ferner wurde ein Ballett, in dem wir gerne den hervorragenden Pantomimen Paul Legrand sahen, sowie Lieder aufgeführt, die von Herrn Luce sowie den Damen Noble, Massue usw. witzig vorgetragen wurden. Außerdem erlebte man das Debüt der sehr bemerkenswerten Mailänder Mandolinisten Herrn und Frau Armanini, eine echte Attraktion. Das Orchester ist gut; Herr Robillard, ein ausgewiesener Musiker, dirigiert es sehr gut. Es gibt viele Erfolgsfaktoren für die neuen Folies-Bergère; der Weg zum Erfolg ist ihnen daher vorgezeichnet.“

Am 13. September 1872 wurde es nach der in der Nachbarschaft liegenden Rue Bergère in „Folies Bergère“ umbenannt, weil der Duc de Trévise gegen die Verwendung seines Familiennamens für ein Varieté protestiert hatte.

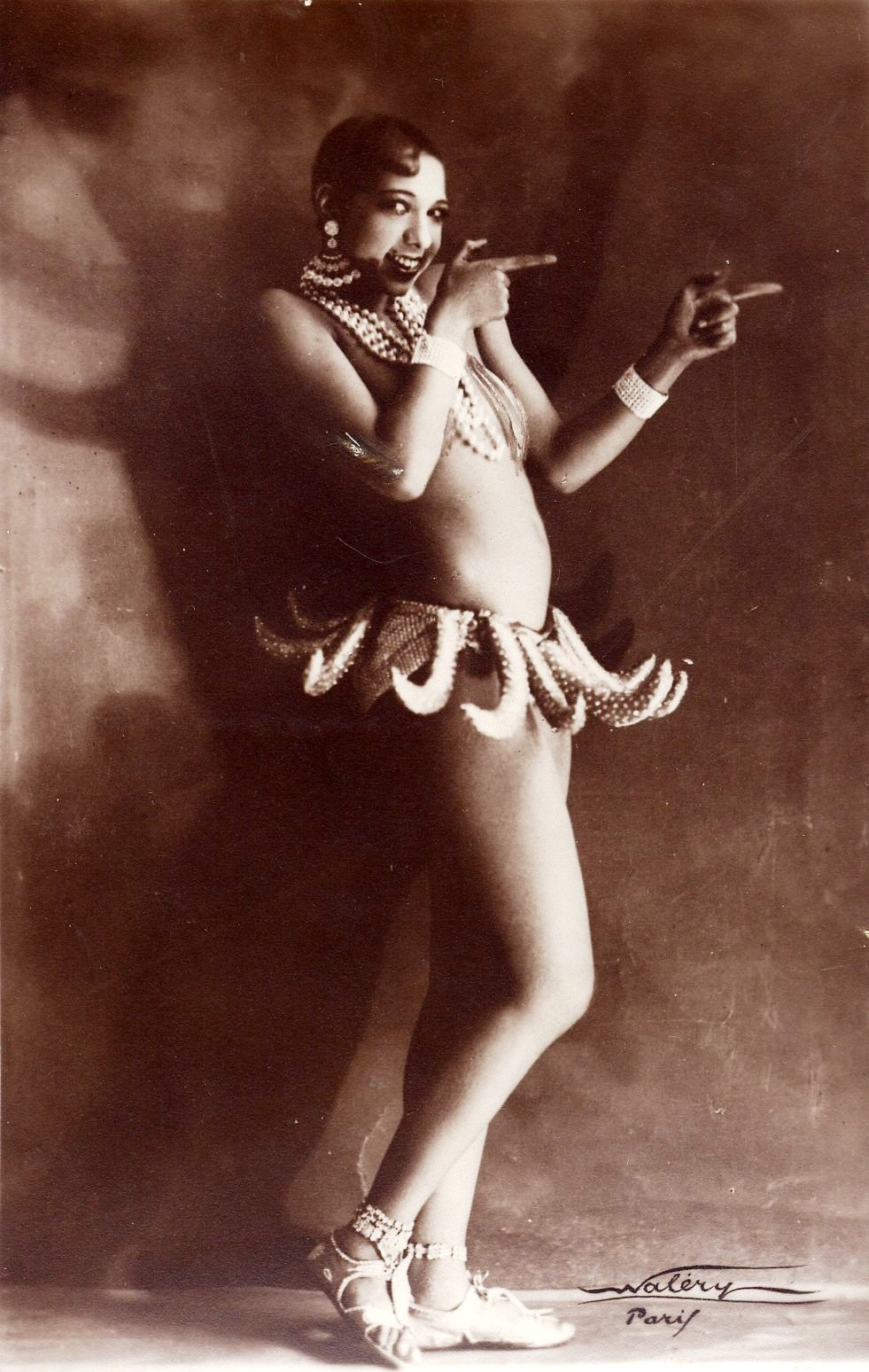
Josephine Baker im Bananenröckchen aus der Folies-Bergère-Produktion Un Vent de Folie, Foto: Lucien Waléry, 1927

Kurz nach Beginn besann sich der Besitzer der neu eröffneten Lokalität auf eine der nationalen Eigenheiten des französischen Varietés: das Bekenntnis zur Erotik. Er kreierte die Varietéform, die für die Zukunft als „typisch französisch“ gelten sollte, das Grand spectacle. Unter dem Eindruck der Jahresrevuen, die sich an einigen Theatern großer Beliebtheit erfreuten, inszenierte er die erste, dem Metier angepasste Revue, die am 30. November 1886 Premiere hatte und die für damalige Begriffe unglaubliche Summe von 10.000 Franc kostete. Die Programme waren angefüllt mit vielen spektakulären Nummern: Kraftmenschen, Löwenbändigern, Groteskenpantomimen, Elefantendressuren, Abnormitätenschauen und Ringkämpfen. Doch auch das vermochte das Publikum nicht dauerhaft und regelmäßig in die Vorstellungen zu locken. Daher organisierte man für die besten Prostituierten der Stadt Freikarten, die sie zum vierzehntäglichen Wandeln durch die Foyerhallen berechtigten. Zwar waren keine offensiven Angebote erlaubt, doch ein aufforderndes Kopfnicken war gestattet. Paul Derval, lange Zeit Direktor der Folies Bergère, schrieb dazu in seinen Memoiren: „Dieses geniale System bewährte sich einige Jahre hindurch sehr gut. Jeder Pariser wusste, dass die Damen im Promenoir solche von leichter Tugend waren und dass sie die Crème ihrer Profession darstellten … kurz, das Promenoir der Folies Bergère war als der beste Liebesmarkt der Stadt bekannt.“
Die Folgezeit, in etwa von Anfang der 1920er bis Mitte der 1930er Jahre, sollte mit ihren aufwendigen Revuen die Glanzzeit der französischen Varietés werden. Die großen Häuser, wie Casino de Paris, Lido, Moulin Rouge oder eben Folies Bergère, erlebten einen enormen Aufschwung durch die Revue.
Viele berühmte Künstler gastierten in den Folies Bergère. Eine Sensation war unter anderem 1926 die „schwarze Perle“ Joséphine Baker mit ihrem „Bananentanz“, bei dem sie im Stück La Folie du Jour (so viel wie „täglicher Wahnsinn / Verrücktheit des Tages“) nur ein Röckchen aus Bananen trug. In diesem Kostüm trat die Tänzerin öfters auf die Bühne der «Folies Bergère» – eine Verkörperung der „Goldenen Zwanziger“. Am 2. Oktober 1925 hatte ihre Karriere am Théâtre des Champs-Élysées in Paris begonnen, wo sie fast über Nacht für ihren erotischen Nackttanz weltberühmt wurde. Schnell wurde sie zur erfolgreichsten US-amerikanischen Unterhalterin in Frankreich. In den USA hatte sie unter Rassenvorurteilen zu leiden.

## Gemälde

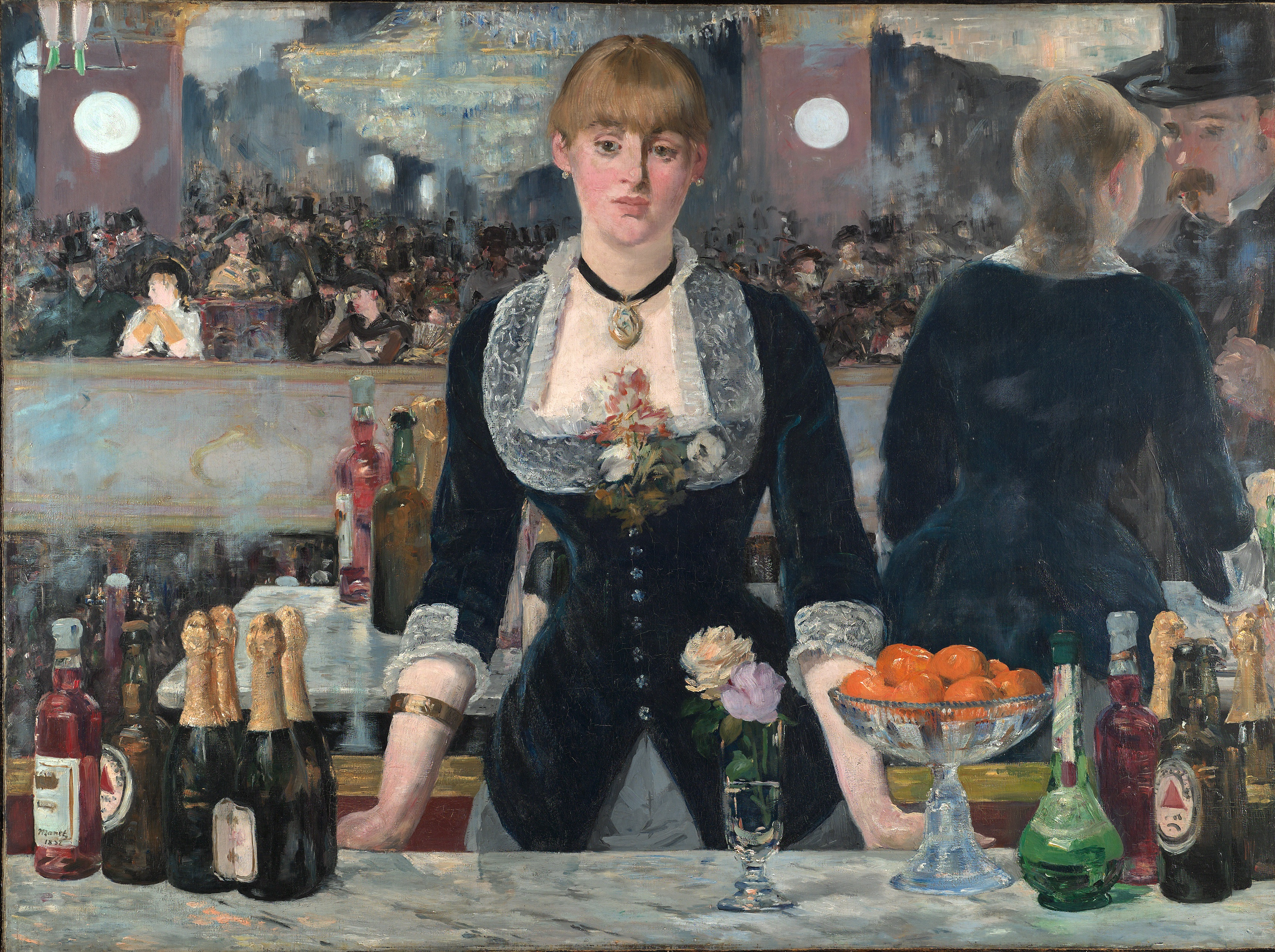
Edouard Manet, Un bar aux Folies Bergère (1882)

Un bar au Folies Bergère, eines der letzten Gemälde von Édouard Manet, zeigt eine Bardame der «Folies Bergère». Zu sehen ist es in der Courtauld Gallery in London.

## Bekannte Künstler in den Folies Bergère
Vorangestellt ist das Datum, an dem die Künstler im Folies Bergère debütierten.
- 1884: Liane de Pougy (1869–1950), Tänzerin
- 1892: Loïe Fuller (1862–1928), Tänzerin
- 1894: La Belle Otéro (1868–1965), Tänzerin und Sängerin
- 1897: Paul Lincke (1866–1946), Kapellmeister, musikalischer Leiter des Folies Bergère von 1897 bis 1899
- 1897: Saharet (1879–1964), australische Cancan-Tänzerin
- 1901: Cléo de Mérode (1875–1966), Tänzerin
- 1907: Charles Chaplin (1889–1977), Komiker, gemeinsam mit der Fred-Karno-Truppe
- 1909: Maurice Chevalier (1888–1972), Sänger
- 1911: Mistinguett (1875–1956), Sängerin, begegnete hier Maurice Chevalier
- 1911: Stan Laurel (1890–1965), Komiker
- 1911?: W. C. Fields (1880–1946), Jongleur zu dieser Zeit, später Filmschauspieler
- 1912: Grock (Adrian Wettach, 1880–1959), Clown
- 1926: Joséphine Baker (1906–1975), Tänzerin, Sängerin
- 1962: Marlène Charell (* 1944), Tänzerin, Sängerin
- Louisa Baïleche (* 1977), Sängerin und Tänzerin